# يريم (الرجم)

تعديل مصدري - تعديل

قریه بیت
يريم هي إحدى قرى عزلة غالب ربيعي بمديرية الرجم التابعة لمحافظة المحويت، بلغ تعداد سكانها 408 نسمة حسب تعداد اليمن لعام 2004.